# Sebastian Gauthier
Sebastian Gauthier (Sonoma, 27 novembre 1991) è un giocatore di football americano statunitense naturalizzato svedese che milita nel ruolo di linebacker nella European League of Football (ELF).
Ha giocato nella giovanile dei Västerås Roedeers e nella squadra del liceo di Sonoma, militando in seguito nella prima squadra degli stessi Roedeers, negli Örebro Black Knights, nella squadra tedesca dei Frankfurt Universe e nei finlandesi Helsinki Wolverines per passare in seguito alla squadra professionistica tedesca dei Frankfurt Galaxy.
Nel 2021 è diventato vicecampione europeo con la nazionale svedese.

## Palmarès
- 1 ELF Championship (Frankfurt Galaxy, 2021)